# 高橋英吉
高橋 英吉（たかはし えいきち、1898年1月15日 - 1981年5月14日）は、日本の政治家・弁護士。衆議院議員（9期）。	

## 来歴・人物
1917年、日本大学法律学科に入学する。1920年、弁護士試験に合格する。1922年、愛媛県八幡浜で法律事務所を開く。1925年には八幡浜町会議員に初当選し、1933年には立憲民政党公認で愛媛県会議員に当選した。1942年、第21回衆議院議員総選挙（翼賛選挙）に非推薦で立候補するが落選。1943年、八幡浜市会議長を務める。1946年、第22回衆議院議員総選挙に日本自由党公認で立候補し初当選する（当選同期に小坂善太郎・二階堂進・江﨑真澄・小沢佐重喜・石井光次郎・坂田道太・水田三喜男・村上勇・川崎秀二・井出一太郎・早川崇など）。
日本自由党経て民主自由党・自由党・日本民主党に属し、保守合同後は自由民主党佐藤派→田中派に所属。その間1949年、佐瀬昌三の推薦により、衆議院両院法規委員長に当選。1969年には勲一等瑞宝章を受章。1972年の総選挙で落選し、政界を引退。高橋の選挙地盤は長浜町長で後に国土庁長官・自治大臣などを歴任した西田司が引き継いだ。
1975年に八幡浜市名誉市民。1981年5月14日、83歳で死去。

## その他
自由党時代、総裁の吉田茂から「もう、君は眼がよくなったのか」と言われたが、高橋は何のことか分からなかった。というのは、同じ自由党に鈴木仙八という片目が見えないため常に眼帯をかけていた議員がいた。眼帯の部分を除けば高橋と鈴木はよく似ていたため吉田は高橋を鈴木と間違えたと思われる。これは単なる人違いというより吉田の党人派軽視のエピソードとして語られる。
1951年2月13日、衆議院第二控室で愛媛新聞の記者を殴るトラブルを起こした。
国会黒い霧事件ではかつての同僚議員として田中彰治を説得して議員を辞職させ、その後の裁判でも弁護人を務めた。

## 元秘書
- 土居一豊（愛媛県議会議員 1954年4月～1967年11月）
- 池田治（元参議院議員）

## 家族
- 息子 - 高橋英吾（元八幡浜市長）
- 孫 - 高橋英行（愛媛県議会議員、元衆議院議員（民主党所属））